# Maxbrunnen (Bad Kissingen)

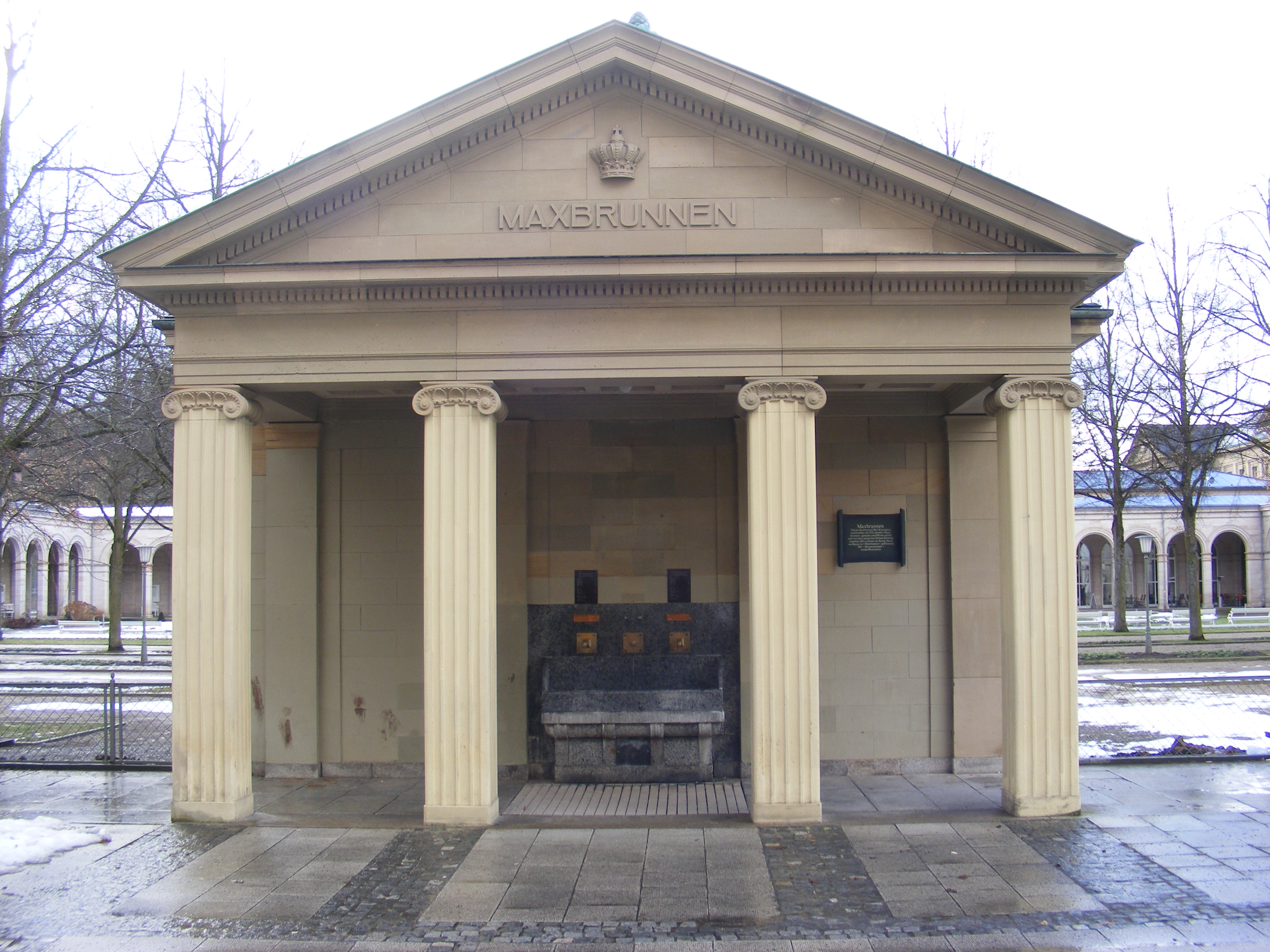
Der Maxbrunnen; Quelltempel von 1911

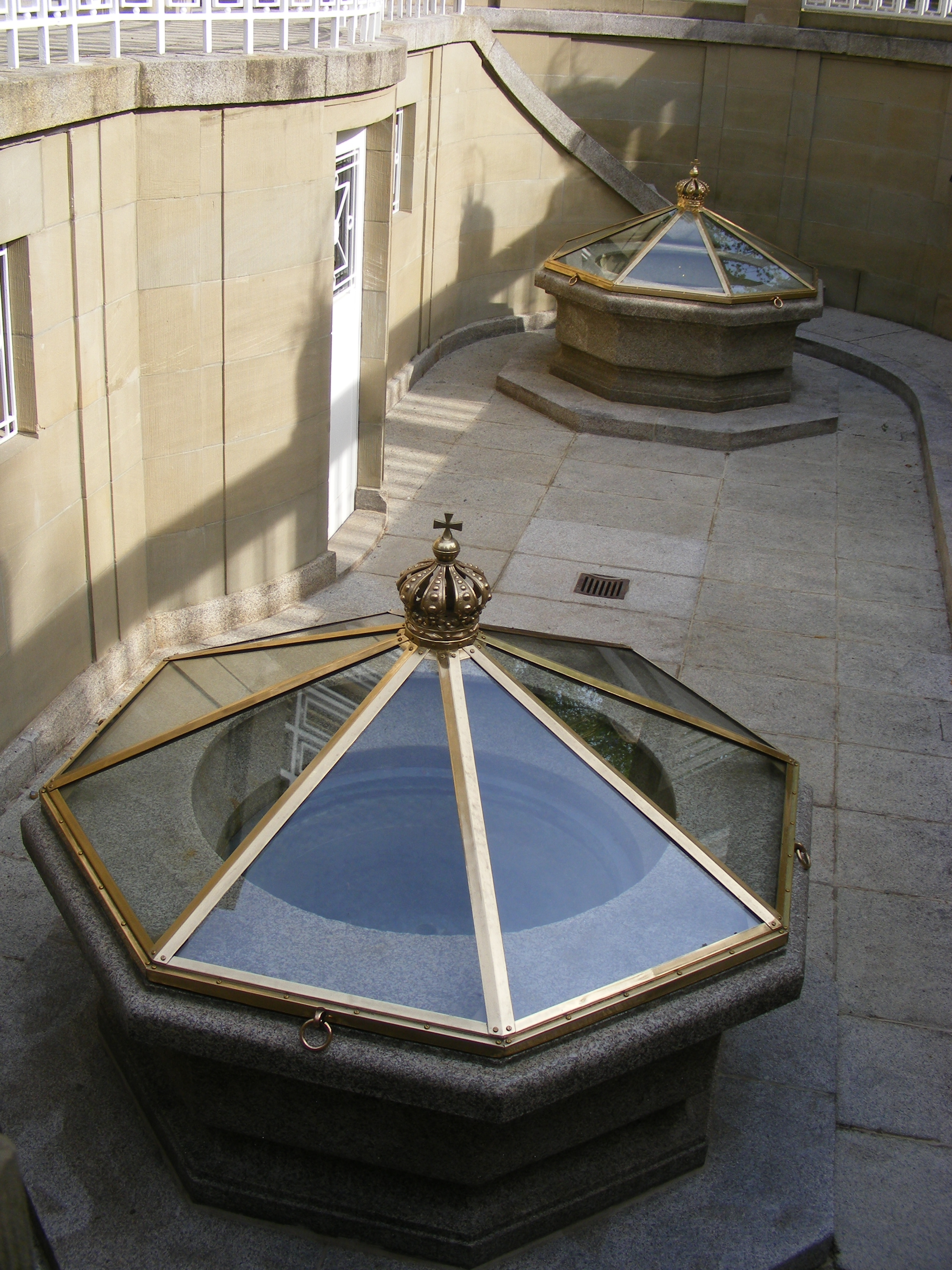
Der Maxbrunnen; Quellen

Der Bad Kissinger Maxbrunnen mit dem 1911 erbauten Quelltempel befindet sich unter der Adresse Am Kurgarten 8 in Bad Kissingen, der Großen Kreisstadt des unterfränkischen Landkreises Bad Kissingen, gehört zu den Bad Kissinger Baudenkmälern und ist unter der Nummer D-6-72-114-3 in der Bayerischen Denkmalliste registriert.

## Geschichte

### Der Brunnen
Der für das Jahr 1520 erstmals verbürgte Maxbrunnen ist die älteste Trinkquelle des Ortes. Es handelt sich um einen Natrium-Chlorid-Säuerling. Zur Zeit der Ersterwähnung von 1520 wurde der damals schlicht „Sauerbrunnen“ genannte Maxbrunnen regelmäßig von Würzburger Domherren aufgesucht und war wenig später, während der zweiten Hälfte des 16. Jahrhunderts, bereits Gegenstand wissenschaftlicher Untersuchungen.
Um 1575/80 ließ der Würzburger Fürstbischof Julius Echter von Mespelbrunn die Quellfassung neu gestalten. In ähnlicher Bauweise erfolgte im Jahr 1678 eine weitere Neufassung. Im Rahmen der Neugestaltung der Kuranlagen (1737/38) durch den Würzburger Baumeister Balthasar Neumann unter Fürstbischof Friedrich Karl von Schönborn-Buchheim wurde der Maxbrunnen in barockem Stil in die Flächeneinteilung der Kuranlagen einbezogen.
Im Rahmen einer Erneuerung im Jahr 1815 entstand ein eingetieftes, ovales Brunnenparterre mit zwei konzentrischen Treppenläufen. Im Rahmen dieses Umbaus fand eine Umbenennung der Quelle nach dem bayerischen König Maximilian I. Joseph statt.
An der Nordseite wurde 1841/1842 eine gusseiserne Trinkhalle angebaut.

### Quelltempel
Im Rahmen der Umgestaltung und Erweiterung der Kuranlagen 1910/11 wurde im Jahr 1911 von Architekt Max Littmann der heutige Quelltempel im klassizisierenden Jugendstil errichtet.
Es handelt sich um einen tempelartigen Mansarddachbau mit Sandsteinverkleidung sowie westlich und östlich vorgelagertem Portikus. Der Quelltempel liegt dem von Friedrich von Gärtner errichteten Arkadenbau axial gegenüber. Der westliche Portikus ist zum Kurgarten, der östliche zu der entlang verlaufenden Kurhausstraße ausgerichtet. Die zum Kurgarten ausgerichtete Seite des Tempels diente ursprünglich dem Ausschank des Brunnenwassers. An der zur Kurhausstraße ausgerichteten Seite lässt sich Brunnenwasser für den öffentlichen Gebrauch entnehmen.
Das Projekt nahm bereits im Jahr 1908 seinen Anfang. Bereits am 5. November 1908 bestätigte die für die Gestaltung der Brunnenanlage zuständige Firma Thiele & Hörig, eine Spezialfirma für Brunnenbau aus Heidelberg, dass sie „mit grossem Interesse davon Kenntnis genommen [hat], dass die Projektierung der Bauarbeiten und des Pavillons über dem Maxbrunnen Herrn Professor Littmann in München nach vollständig neuer Disposition der Gesamtanlage übertragen wurde.“ Littmann traf erste Vorbereitungen, indem er sich beim Landbauamt Bad Kissingen nach Details unter anderem der Materialien des Fußbodens, der Hochwasserpegel, des Grundwasserspiegels und des städtischen Kanals erkundigte.
Bereits im Dezember 1908 konnte Littmann dem Bayerischen Finanzministerium seine Pläne vorlegen. Doch verzögerten Bedenken der Baupolizeibehörde und des Stadtmagistrats von Bad Kissingen das Projekt, die befürchteten, der Quelltempel könnte zu hoch ausfallen und den freien Blick in den Kurgarten versperren. Im Finanzministerium wurden diese Bedenken nicht geteilt. Dennoch wurden die Bauarbeiten mehrmals verschoben; von Max Littmann sind Baupläne vom 25. Mai 1910 überliefert.
Auch nach Vollendung des Quelltempels wurde die Hilfe Max Littmanns gebraucht, als es darum ging, dass vermehrt Quellwasser durch Auswärtige entnommen wurde und dies nur noch für Bad Kissinger Bürger erlaubt werden sollte. Max Littmann sprach sich für eine entsprechende Hinweistafel aus Bronze und mit erhöhten Buchstaben aus, die in Sandstein versenkt werden sollte, damit sie bündig mit der Mauer abschloss. Es hat sich keine solche Hinweistafel erhalten; ob sie überhaupt je angefertigt wurde, ist nicht bekannt.

## Architektur
Der Maxbrunnen liegt genau gegenüber dem von Friedrich von Gärtner errichteten Arkadenbau. Er besteht aus graugrünlichem Sandstein und ist ein kleiner kubischer Bau mit Mansarddach und leicht vorgebauchten, vertikal gegliederten und durchfensterten Seitenwänden. 
Der Maxbrunnen ist in der für Littmann typischen Architektur des klassizisierenden Jugendstils gestaltet.
Sowohl an Vorder- als auch an der Rückseite (zur Straße bzw. zum Kurgarten hin) befindet sich ein Portikus mit ionisierenden, kannelierten Pfeilern. An den Pfeilern befinden sich Medaillons mit Wassertier-Darstellungen. Im zum Kurgarten hin ausgerichteten Innenraum befindet sich ein Klostergewölbe mit feingliedriegem Quadraturstuck, in dem ursprünglich das Brunnenwasser ausgeschenkt wurde. An der zur Straße hin ausgerichteten Seite des Pavillons befinden sich Wasserhähne zur öffentlichen Entnahme des Brunnenwassers.